# Albert Vandeplancke
Albert Vandeplancke   (Tourcoing, 2 de gener de 1911 - Tourcoing, 18 d'abril de 1939) va ser un nedador i waterpolista francès que va competir durant la dècada de 1920.
El 1928 va prendre part en els Jocs Olímpics d'Amsterdam, on va guanyar la medalla de bronze en la competició de waterpolo.En aquests mateixos Jocs disputà dues proves del programa de natació, els 400 i els relleus 4x200 metres lliures. En ambdues quedà eliminat en sèries.